# Cantón de Pont-à-Marcq
El cantón de Pont-à-Marcq era una división administrativa francesa, que estaba situada en el departamento de Norte y la región de Norte-Paso de Calais.

## Composición
El cantón estaba formado por quince comunas:
- Attiches
- Avelin
- Bersée
- Ennevelin
- Fretin
- La Neuville
- Mérignies
- Moncheaux
- Mons-en-Pévèle
- Ostricourt
- Phalempin
- Pont-à-Marcq
- Thumeries
- Tourmignies
- Wahagnies

## Supresión del cantón de Pont-à-Marcq
En aplicación del Decreto nº 2014-167 de 17 de febrero de 2014, el cantón de Pont-à-Marcq fue suprimido el 22 de marzo de 2015 y sus 15 comunas pasaron a formar parte; doce del nuevo cantón de Templeuve y tres del nuevo cantón de Annœullin.